# Goslab
Goslab ist eine 2000 in Tiflis, Georgien gegründete Künstlergruppe.
Der Name Goslab (russisch: Гослаб) setzt sich aus den russischen Wörtern Государственная (Gosudarstvennaja, deutsch: staatlich) und лаборатория (Laboratorija, deutsch: Laboratorium) zusammen. Der Neologismus soll als spielerischer Umgang mit der sowjetischen Vergangenheit des Landes Georgien verstanden werden, als alles Gos war. Labor soll an den Willen zum Fortschritt appellieren.

## Arbeit und Mitglieder
Präsentiert wurden die Arbeiten der Gruppe beispielsweise 2003 auf den Internationalen Kurzfilmtagen in Oberhausen, 2004 bei den Oldenburger Kurzfilmtagen und 2010 bei Image Movement in Berlin.
Mitglieder sind oder waren:
- Nino Chubinshvili, Modemacherin
- Thea Djordjadze, Künstlerin
- Maya Sumbadze, Künstlerin
- Salome Machaidze, Filmschaffende und Künstlerin
- Natalie Beridze alias TBA, Musikerin
- George Dzodzuashvili alias gogi.ge.org
- Zaza Rusadze, Filmschaffender
- Tamuna Karumidze, Filmschaffende
- Levan Nutsubidze, Journalist
- Giorgi Sumbadze alias Gioslavia, Künstler
- Nika Machaidze alias Nikakoi/Erast, Musiker und Filmemacher